# Santiago Maravatío
Santiago Maravatío es una localidad del estado mexicano de Guanajuato. Es la cabecera del municipio de Santiago Maravatío.

## Toponimia
El nombre «Santiago» hace referencia al santo patrono de la localidad: Santiago el Mayor. El nombre «Maravatío» proviene del purépecha, su significado es «lugar precioso».

## Demografía
| Gráfica de evolución demográfica |
|                                  |

| Censo | Población |
| ----- | --------- |
| 1900  | 1 617     |
| 1910  | 1 718     |
| 1921  | 1 625     |
| 1930  | 1 770     |
| 1940  | 2 226     |
| 1950  | 3 830     |
| 1960  | 3 084     |
| 1970  | 3 405     |
| 1980  | 4 317     |
| 1990  | 4 723     |
| 2000  | 3 758     |
| 2010  | 3 820     |
| 2020  | 3 966     |